# Regió de la Màrmara
La Regió de la Màrmara (en turc: Marmara Bölgesi) és una de les 7 regions geogràfiques de Turquia.
Situada al nord-oest de Turquia, limita amb Grècia i la mar Egea a l'oest, Bulgària i la mar Negra al nord, la Regió de la Mar Negra a l'est, la Regió d'Anatòlia Central al sud-est i la Regió de l'Egeu al sud. Al centre de la regió es troba la Mar de Màrmara, que dona el nom a la regió.
Entre les set regions geogràfiques, la Regió de Màrmara té la segona àrea més petita, però la població més gran; és la regió més densament poblada del país.

## Subdivisió
- Secció de Çatalca - Kocaeli (turc: Çatalca - Kocaeli Bölümü)
  - Àrea d'Adapazarı (turc: Adapazarı Yöresi)
  - Àrea d'Istanbul (turc: Istanbul Yöresi)
- Secció d'Ergene (turc: Ergene Yöresi)
- Secció de Southern Marmara Section (turc: Güney Marmara Bölümü)
  - Àrea de Biga - Gallipoli (turc: Biga - Gelibolu Yöresi)
  - Àrea de Bursa (turc: BursaYöresi)
  - Àrea de Karesi (turc: Karesi Yöresi)
  - Àrea de Samanlı (turc: Samanlı Yöresi)
- Secció de Yıldız (turc: Yıldız Bölümü)

## Ecoregions

### Boscos temperats de frondoses mixtos
- Boscs mixtos balcànics
- Forests decídues Euxíniques-Còlquides

### Boscos temperat de coníferes
- Boscos coníferes i caducifolis d'Anatòlia Septentrional (Turquia)

### Boscos mediterranis
- Bosc esclerofil·le i mixt de l'Egeu i Turquia occidental
- Boscos coníferes i caducifolis mixtos d'Anatòlia

## Províncies
Províncies que es troben completament a la Regió de la Màrmara:
- Edirne
- İstanbul
- Kırklareli
- Kocaeli
- Tekirdağ
- Yalova

Províncies que es troben principalment a la Regió de Màrmara:
- Balıkesir
- Bilecik
- Bursa
- Çanakkale
- Sakarya

Províncies que es troben parcialment a la Regió de Màrmara:
- Bolu
- Düzce
- Eskişehir
- Manisa

## Geografia
La regió té la serralada Strandja i la cadena muntanyosa Ulu Dağ. A la mar Egea es troben les illes Imbros i Bozcaada, mentre que a la mar de la Màrmara hi ha l'illa de Màrmara, així com les illes Avşa, Paşalimanı, İmralı i illes dels Prínceps.

### Clima
La regió de Màrmara té un clima híbrid entre el clima mediterrani i el clima subtropical humit a la costa de la mar Egea i al sud de la costa de la mar de Màrmara, un clima atlàntic a la costa de la mar Negra i un clima continental humit a l'interior. Els estius van de tèbis a càlids, humit i moderadament sec, mentre que els hiverns són freds i humits i de vegades nevats. El clima costaner manté les temperatures relativament suaus.